# Lipniszki (rejon iwiejski)
Lipniszki (biał. Ліпнішкі) – wieś na Białorusi w rejonie iwiejskim obwodu grodzieńskiego, nad rzeką Gawią (prawy dopływ Niemna).

## Historia
Miasto królewskie starostwa niegrodowego lipniskiego położone było w końcu XVIII wieku w powiecie oszmiańskim województwa wileńskiego. Magdeburgię nadał król Władysław IV Waza w 1633 roku.
Lipniszki w 1633 roku otrzymały herb - Pogoń na czerwonym polu. W 1792 roku miejscowość otrzymała prawa miejskie według prawa magdeburskiego.
W 1794 roku w okolicach Lipniszek doszło do bitwy (bitwa pod Lipniszkami) w ramach insurekcji kościuszkowskiej.
W 1894 roku w aptece prowadzonej przez Kazimerza Parniewskiego działała tajna drukarnia, w której wydano sześć pierwszych numerów czasopisma "Robotnik". Pismo redagował Józef Piłsudski.

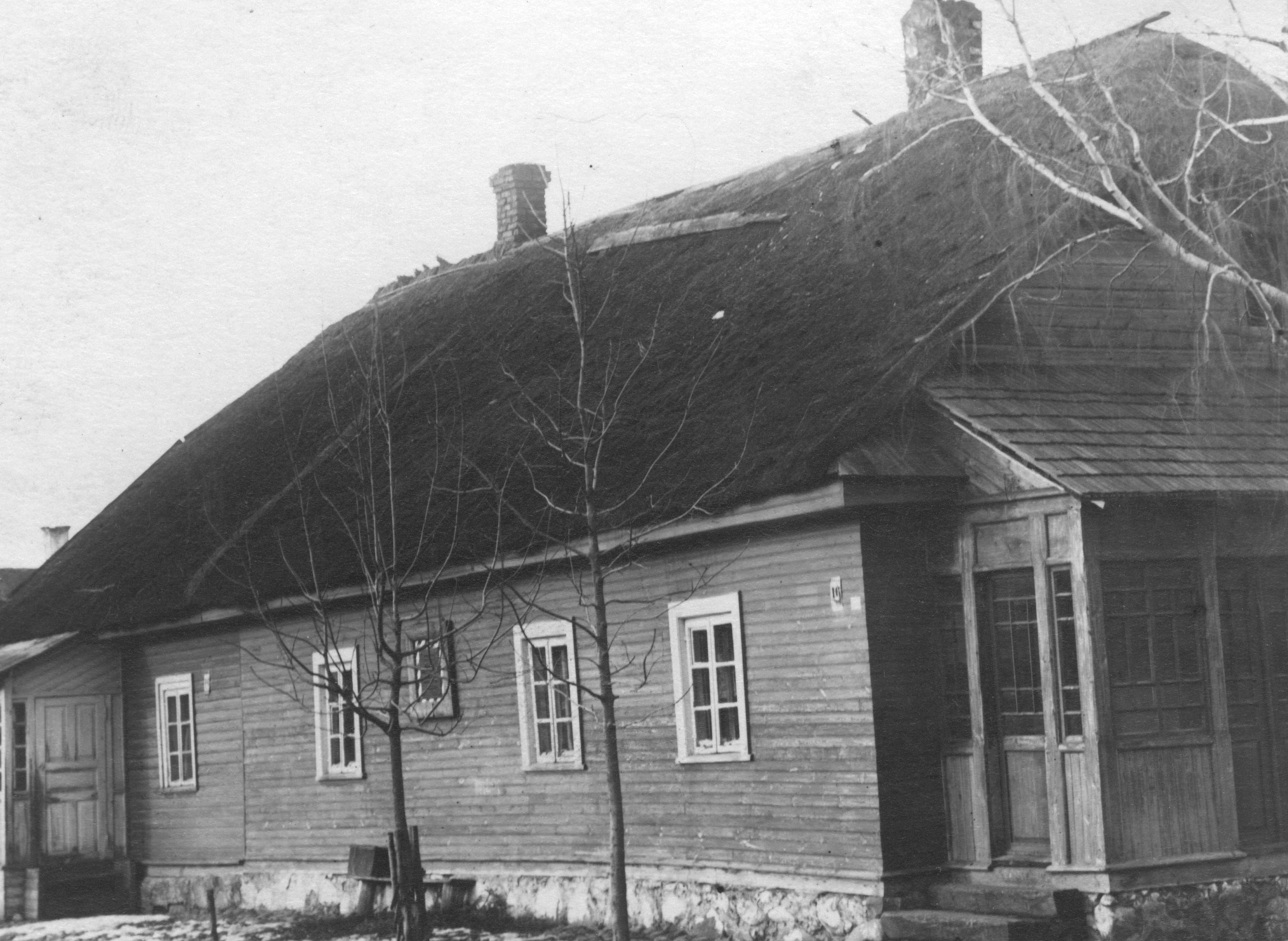
Dom w którym w 1894 r. Józef Piłsudski redagował i drukował czasopismo "Robotnik".

17 kwietnia 1919 roku w Lipniszkach miała miejsce potyczka pomiędzy polskim 7 Pułkiem Ułanów Lubelskich mjr. Janusza Głuchowskiego a wycofującymi się z Lidy oddziałami Armii Czerwonej. Polska jazda odcięła siłom bolszewickim drogę odwrotu, po czym zmusiła ich do poddania się. W wyniku potyczki Polacy zdobyli znaczną ilość materiału wojennego oraz wzięli do niewoli żołnierzy.
W II Rzeczypospolitej miejscowość była siedzibą wiejskiej gminy Lipniszki.